# Ahlmann Glacier
Ahlmann Glacier är en glaciär i Antarktis. Den ligger i Västantarktis. Argentina, Chile och Storbritannien gör anspråk på området. Ahlmann Glacier ligger 404 meter över havet.
Glaciären är en av två isformationer som mynnar i viken Seligman på Antarktiska halvön.
Ahlmann Glacier är uppkallad efter glaciologen Hans Wilhelmsson Ahlmann|. Regionen undersöktes 1947 närmare av British Antarctic Survey.